# 융프라우요흐역

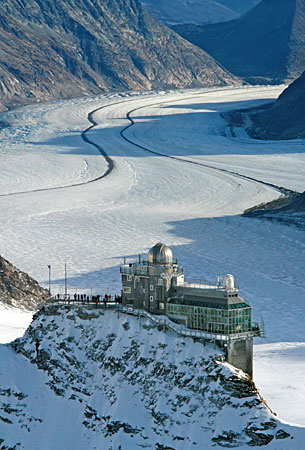
스핑크스 천문대

융프라우요흐역(Jungfraujoch)은 스위스 베른고원 지역의 해발 3,454m에 위치한 기차역이다. 이곳은 유럽의 철도역 중에서 가장 높고, 아이거, 융프라우, 묀히의 정상에도 가깝다. 융프라우 철도는 베른주의 클라이네 샤이덱에서 시작하여 융프라우 터널(아이거와 묀히 안쪽)을 통과하여 종착역 직전에 두 칸톤 사이의 경계를 통과한다.

## 개요
터널의 복합체는 철도역과 탑 오브 유럽 건물을 연결하고 있으며, 스핑크스 테라스라고 불리는 오픈 뷰 전망대까지 엘리베이터로 연결되어 있다. 스핑크스 테라스에서는 스위스 알프스 지역에서 가장 크고, 긴 알레치 빙하를 비롯해 베르나 알프스와 발레 알프스의 산악 경관을 바라볼 수 있다. 과학 관측소인 스핑크스 천문대도 이곳에 자리잡고 있다.
또한 터널을 경유하여 빙하 아래의 얼음 동굴, 얼음 궁전, 알프스와 융프라우 철도의 관광 개발사를 전시하는 알파인 센세이션에도 갈 수 있다.
행정구역상 이 역은 베른주의 라우터브루넨의 경계에 매우 가깝지만 발레주의 피셔탈의 관할 하에 놓여있다. 주 경계는 역 위의 융프라우를 가로지르는 분수계를 따라 설정되어 있다.
역에는 인터라켄, 라우터브루넨, 벵엔, 그린델발트와 베르너 오버란트 철도와 벵에른알프 철도로 연결되어 있는 클라이네 샤이덱역에서 오는 융프라우 철도가 연결된다.

## 운행 열차
이 역에는 다음과 같은 여객 열차가 운행된다.
| 운영자        | 노선                                                                    | 편수       |
| ------------- | ----------------------------------------------------------------------- | ---------- |
| 융프라우 철도 | 클라이네 샤이덱 - 아이거글레처 - 아이거반트 - 아이스메어 - 융프라우요흐 | 시간당 2편 |